# Floor Thirteen
Floor Thirteen (tambem conhecidos como Floor 13) é uma banda de rock formada em Winnipeg, Canadá no final dos anos 1990. A banda sempre classificou sua música como "rock and roll" influenciada por bandas das décadas de 60 e 70 e tem seu som comparado a bandas como AC/DC, Led Zeppelin, Mötley Crüe, Jet, e Wolfmother.

## História

### Formação eMmmm!
O Floor Thirteen entrou para o 441 Studios em Winnipeg com Brandon Friesen para produzirem seu álbum de estréia intitulado de "Mmmm!". Brandon já ganhou 2 Juno Awards e anteriormente já havia sido nomeado para concorrer ao Grammy desde que foi lançado, o LP estreou na primeira posição em Winnnipeg em quantidade de vendas, superando álbuns de outras bandas como Miley Cyrus Breakout, Coldplay Viva La Vida, e Kid Rock Rock N Roll Jesus.
A música, "Blame It On Me", foi licenciada para EA Games em agosto de 2008. Desde que foi licenciada, a EA Games colocou a música no jogo "Need For Speed: Undercover" e também no jogo "The Sims 3" o qual foi lançado em junho de 2009. A partir do lançamento do álbum "Mmmm!", a banda tem aparecido bem na mídia, porém não só em jogos. Em setembro de 2009, "Blame It On Me" foi apresentada no programa de George Stroumboulopoulos ' The Strombo Show. Em outubro, a banda foi para o Reino Unido para se apresentar para as pessoas importantes da indústria fonográfica em Londres no MUSEXPO Europe.

## Discografia

### Mmmm!(2008)
1. "Let it Go" - 4:29
2. "Blame it on Me" - 3:55
3. "Shut 'Em Out" - 3:49
4. "Bite My Nails" - 4:28
5. "Call Me What You Will" - 3:14
6. "Love Until the Money" - 4:05
7. "Road Less Travelled" - 4:15
8. "Running Away" - 3:38
9. "Bright Light Rockin' City" - 3:58
10. "Jenny Lane" - 3:45
11. "Go Home Girl" - 3:49
12. "Night Train" - 3:48

## Integrantes
- Jeremy Koz – vocais (2004–atualmente)
- Marc Jaworski – guitarras, backing vocals (1998–atualmente)
- Aaron Vandall – baixo, backing vocals (2000–atualmente)
- Billy Kiely – bateria, percussão (1998–atualmente)